# Marie-Christine Coisne-Roquette
Pour les articles homonymes, voir Coisne et Roquette.
Marie-Christine Coisne-Roquette, née le 4 novembre 1956 à Paris est une femme d'affaires française. Elle était jusqu'en 2024 présidente non exécutive de Sonepar.

## Jeunesse
Marie-Christine Coisne-Roquette est née le 4 novembre 1956. Son arrière-arrière-arrière grand-père, Henri Coisne, s'associe en 1862 avec Léopold Lambert pour fonder une société de textile du Nord de la France.
Elle est la fille de Henri Coisne qui a repris la tête de l'entreprise au début des années 1960 et décide, pour se diversifier face au déclin de l'industrie textile, en 1968, de transformer Sonepar en distributeur de matériel électrique. Elle baigne durant sa jeunesse dans la culture d'entreprise.
Elle est diplômée de l'université Paris-Nanterre, où elle a obtenu un diplôme en anglais et un autre en droit.

## Carrière
Marie-Christine Coisne-Roquette a commencé sa carrière en tant qu'avocate en 1980, lorsqu'elle a rejoint le Cabinet Sonier & Associés. Elle exerce aux barreaux de Paris et de New York. 

### Sonepar
Elle devient administratrice de Sonepar en 1983 sans cesser son métier d'avocat, et rejoint la société en 1988 où elle apprend aux côtés de son père. Elle prend le poste de présidente en 1998 puis directrice générale en 2002,. Elle préside aussi, dès 1998, la holding familiale, Colam Entreprendre, qui rassemble environ 400 actionnaires des familles Coisne et Lambert et 70 % des actions incessibles de Sonepar. 
Une part importante de son activité d'alors consiste dans l'expansion de l'entreprise aux États-Unis : elle développe le groupe dans ce pays (à partir de 1998), puis en Asie et en Amérique du Sud, avec un rythme de croissance nettement supérieur à celui de son concurrent direct, Rexel.
Elle cède, en 2017, son poste opérationnel chez Sonepar à Philippe Delpech et conserve la présidence non exécutive. Six ans plus tard, en 2024, elle cède également son poste à la tête de la holding familiale,.

### MEDEF
Elle a été membre en 2002 du Conseil exécutif du Mouvement des entreprises de France et présidente de la commission fiscalité de 2009 à 2013.

### CESE
Elle était membre au titre de la vie économique et dialogue social au Conseil économique social et environnemental entre 2012 et 2015 en tant que représentante des entreprises privées industrielles, commerciales et de services[source secondaire souhaitée].

### Autres activités
Elle est fondatrice et codirectrice générale de Financière de la Croix Blanche et également fondatrice de Roco Industries[source secondaire souhaitée]. Elle siège au conseil d'administration de Total S.A[source secondaire souhaitée], et aux Comités d'Audit et de Gouvernance.. 
Elle est vice-présidente du conseil d'administration de l'Association nationale des sociétés par actions[source secondaire souhaitée].

## Vie privée
Coisne-Roquette est mariée à Michel Roquette, qui est vice-président du conseil d'administration de l'Association pour la recherche sur Alzheimer.  

## Fortune
En 2019 le classement du magazine Challenges estimait sa fortune, ainsi que celle des familles Coisne et Lambert, à environ 4,8 milliards d'€. En 2020, Challenges la classe 22e fortune française et 4e femme la plus riche de France avec 4,3 milliard d'euros (contre 4,8 milliards en 2019). Collectivement, les actionnaires de la famille représentent un patrimoine de neuf milliards d'euros.

## Distinctions
Elle a été nommée chevalier de la Légion d'honneur (31 décembre 2005) puis officier de l'Ordre National du Mérite (15 mai 2011).